# ジョン・ギブソン
ジョン・ギブソン（Jon Gibson、1940年3月11日 - 2020年10月12日）は、フルート奏者、サックス奏者、作曲家、ヴィジュアル・アーティストであり、フィリップ・グラス・アンサンブルの結成メンバーの1人として、またいくつかの独創的なミニマル・ミュージックにおける主要な演奏家として知られている。

## 教育
ギブソンはサクラメント州立大学で学び、サンフランシスコ州立大学でヘンリー・オンダードンクとウェイン・ピーターソンと共同し、1964年に学士号を取得した。即興演奏家および作曲家としての彼の初期の作品も、この頃から作曲家のラリー・オースティン、リチャード・スウィフト、スタンリー・ルネッタとともにニュー・ミュージック・アンサンブルで演奏されている。

## 経歴
ギブソンは、ジャズやクラシック音楽の演奏に世界中のさまざまな楽器を使用している。
彼はフィリップ・グラス・アンサンブルの結成メンバーであり、現在も共に演奏を続けている。ギブソンは、テリー・ライリーの『In C』、スティーヴ・ライヒの『ドラミング』、そしてライヒが特に彼のために書いた1967年の作品『リード・フェイズ』といった作品の初演で演奏した。1960年代、フィリップ・グラスやスティーヴ・ライヒと一緒に、ギブソンは作曲家との毎週のセッションでムーンドッグの音楽を演奏した。それらのレコーディングはライヒによって行われている。ギブソンはラ・モンテ・ヤングと共にシアター・オブ・エターナル・ミュージックのメンバーとなり、1970年代にはパンディット・プラン・ナートに学んだ。
彼はまた、クリスチャン・ウォルフ、デイヴィッド・ベールマン、ハロルド・バッド、アルヴィン・カラン、アーサー・ラッセル、アネア・ロックウッド、フレデリック・ジェフスキーなど、他の作曲家とも演奏し、レコーディングを行った。
1973年、ギブソンのデビュー・ソロ・レコーディングとなる『Visitations』は、フィリップ・グラスが運営するChatham Squareレーベルからリリースされた。『Visitations』は、彼のミニマリストとして同時代に構造化された繰り返しからの脱却するものであり、代わりとして、フィールド・レコーディング、アンビエント・フルート、シンセサイザー、自由に流れるパーカッシヴなテクスチャーを使用している。1977年には、Chatham Squareの刻印で『Two Solo Pieces』がリリースされた。これは、ドローン・オルガンによる作品「Cycles」と、ソロ・アルトフルートのための作品「Untitled」で構成されている。
ギブソンはまた、熟練したヴィジュアル・アーティストでもある。彼の経歴を通じて、音楽情報を満載したグラフィック・テキスト・ベースの作品を数多く作成してきた。彼はまた、自身のソロ・アルバム『Two Solo Pieces』と『Criss X Cross』のカバー・アートワークも作成している。
ギブソンは、2020年10月12日に亡くなった。

## ディスコグラフィ

### ソロ・アルバム
- Visitations (1973年、Chatham Square)
- Two Solo Pieces (1977年、Chatham Square)
- In Good Company (1992年、Point Music)
- Criss X Cross (2006年、Tzadik)
- The Dance (2013年、Orange Mountain Music)
- Relative Calm (2016年、New World Records)

### 引用元
- “Jon Gibson (2)”. Discogs. 2016年12月25日閲覧。
- Glass, Philip (2007). The Viking of 6th Avenue [要文献特定詳細情報]. Feral House. ISBN 0976082284
- Hussey, Allison (2020年10月13日). “Jon Gibson, Minimalist Composer, Dead at 80 / The woodwinds performer championed minimalism as a founding member of the Philip Glass Ensemble”. pitchfork.com/. 2020年10月14日閲覧。
- Josiah, Hughes (2020年10月13日). “R.I.P. Minimalist Composer Jon Gibson”. exclaim.ca. 2020年10月13日閲覧。
- Powell, Britton (2016). “Jon Gibson”. BOMB Magazine 2018年8月10日閲覧。.
- Strickland, Edward (2001). Sadie, Stanley. ed. Gibson, Jon (Charles) (2nd ed.). London: Macmillan Publishers
- Young, La Monte (2018年). “Marian Zazeela 78th Birthday Tribute Celebration / Two Morning Concerts of Raga Bhairava”.  New York, NY:  Mela Foundation. 2020年10月14日閲覧。
- “Jon Gibson / Discography”. AllMusic (2020年). 2020年10月14日閲覧。
- “Jon Gibson In Good Company”. Gramophone. (June 1993) 2020年10月14日閲覧。.